# لارس هورماندر
لارس هورماندر (بالسويدية: Lars Hörmander)‏ هو عالم رياضيات سويدي ولد في 24 يناير 1931 في Mjällby، بليكينج، السويد وتوفي في 25 نوفمبر 2012 (81 سنة)

، اشتهر بعمله على معادلة تفاضلية جزئية حائز على جائزة وسام فيلدز.

## وصلات خارجية
- الموقع الرسمي لجائزة وسام فيلدز